# Gouzens
Gouzens (em occitano:  Gosens) é uma comuna francesa na região administrativa da Occitânia, no departamento do Alto Garona. Estende-se por uma área de 5.7 km², com 81 habitantes, segundo o censo de 2018, com uma densidade de 14 hab/km².